# Castell d'Artés
El castell bisbal d'Artés és una obra del municipi d'Artés (Bages) declarada bé cultural d'interès nacional. Es troba encinglerat dalt d'un turó que es dreça a la part septentrional del poble, al cim del qual hi ha el poble antic que era protegit pel castell, avui transformat en masia. El castell d'Artés era termenat dins el comtat de Manresa i el seu àmbit territorial comprenia tot l'actual municipi d'Artés més el territori de la parròquia de Santa Maria d'Horta, avui unida al municipi d'Avinyó. El topònim es considera derivat del llatí «arx-arcis», que significa fortalesa.

## Història
Es tracta d'un castell termenat, documentat el 1078.
Els bisbes de Vic tenien el domini sobre la Vall d'Artés i també sobre el castell des del segle ix car l'any 889 el rei francès Odo els confirmà aquest domini en un precepte, molt probablement aconsellats pel comte Guifré. El castell era termenat i ocupava l'actual terme municipal d'Artés i també la parròquia de Santa Maria d'Horta, avui annexa a Avinyó.
Els bisbes de Vic infeudaren el castell a famílies nobiliàries per tal d'organitzar-ne la defensa i fins que al segle xiii decidiren crear una baronia juntament amb el castell de Sallent i Castellnou de Bages, recuperant la castlania. Fins al segle xix fou domini episcopal però al segle xvi era ocupat ja per una família pagesa i havia perdut les seves funcions castelleres.
Els bisbes de Vic dominaren la vall d'Artés des del segle ix fins a la desamortització del segle xix i també el castell. El castell era termenat i dominava l'actual municipi d'Artés i la parròquia de santa Maria d'Horta.
Els bisbes infeudaren el castell a nobles per tal d'organitzar-ne la defensa i explotació fins que al segle xiii decidiren crear una gran baronia juntament amb el castell de Sallent i Castellnou de Bages recuperant la castlania. Probablement fou aleshores quan el recinte es fortificà considerablement amb la remodelació de les antigues muralles i la construcció de noves.
Els orígens del castell es poden relacionar amb un castell romà o visigòtic que degué encara trobar-se en part dempeus quan el territori fou repoblat pel comte Guifré. La presència romana es constatà amb la troballa de les làpides romanes dels segles II o III aC encastades a les parets d'un edifici al costat del castell, i per la necròpolis i l'església, descobertes recentment.
El comte Guifré donà el domini eminent del castell als bisbes de Vic junt amb tota la vall d'Artés, viles i vilars, donació confirmada pel rei Odó l'any 889. Així, el terme del castell d'Artés, depengué del bisbe de Vic fins a la desaparició dels senyorius jurisdiccionals en la desamortització del segle xix.
Per la defensa del castell, el bisbe de Vic l'hagué l'infeudar a un noble, Ramon Guifré de Manresa, castlà de Manresa a finals del segle xi (1090 a 1099). La castlania romangué en mans de la branca directa de la família Manresa fins que l'any 1199 passà a una branca lateral en la persona de Guillem de Guàrdia qui el deixà al seu nebot Berenguer de Guardiola.
L'any 1246, el bisbat de Vic adquireix per permuta el castell de Sallent i castell de Castellnou de Bages. S'anava a formar una gran baronia que es volia netejar de drets feudals com també ampliar el patrimoni alodial. Per exemple, es documenta que l'any 1253 fou comprada la castlania a Berenguer de Guardiola i els drets que posseïa l'hereu de Guillem de Guàrdia. El 1264 s'adquirí la batllia del terme i en dues compres posteriors del 1287 i el 1309, el bisbat adquirí la propietat de les Torres d'Artés.

## Arquitectura
Actualment, les diverses dependències que formaven l'antic edifici del castell es fan difícil d'identificar. S'hi constaten diverses èpoques constructives.
Les parts d'època alt-medieval ocupen els baixos de l'edifici i les parts restants, edificades en època baix-medieval se situen al pati i al primer pis. El nucli central del conjunt més reculat és una sala situada a l'est, de planta rectangular, de 7,50 m de llargada i 3,40 d'amplada, coberta amb volta de canó una mica apuntada. Posteriorment s'hi afegiren quatre dependències fins a formar un edifici únic i tancat. Hi ha tres portes d'accés, dues coronades amb arc de mig punt adovellat, romàniques i una tercera del segle xviii. L'aparell constructiu és de carreus de mides mitjanes en filades horitzontals, unides per morter de sorra i calç. La sala presenta senyals evidents d'haver estat totalment arrebossada. Sembla molt probable que aquesta estança tingués al damunt alguna altra cambra i així el conjunt tindria forma de torre prismàtica, segurament originària del segle x. De les quatre dependències alt-medievals esmentades, dues se situen a ponent, la tercera al nord-oest i la quarta a tramuntana. Les tres primeres són cobertes amb volta de canó i la quarta conté dos arcs intermedis de forma apuntada i adovellats.
En el primer pis encara es fan ben patents dues torres aixecades el segle xiv que deuen ocupar el mateix espai que les torres romàniques anteriors. El mur que tanca el pati de la finca a migjorn amb una porta aparedada inclosa, pertany al clos casteller del segle xiv. Per precisar alguna datació, es pot esmentar els anys 1195 a 1199, en què es construïren el palau i la torre menor.
Es tracta d'un castell Palau episcopal situat en un extrem de l'antic nucli fortificat d'Artés, ara integrats dins l'actual Masia coneguda amb el nom de "El Castellot". Té elements romànics, són visibles les dues torres aixecades el 1195 i les ampliacions gòtiques, restes de murs i un portal de l'antiga vila fortificada d'Artés.
Inicialment, l'actual masia del Castellot fou un antic castell alt-medieval que s'amplià considerablement el segle xiii; l'estructura militar inicial d'aquest l'edifici està avui totalment ofegada per les construccions posteriors que han donat al conjunt l'aspecte de masia força irregular. El costat llevant d'"el Castellot", presenta una doble façana amb el carenar perpendicular i coberta a doble vessant, parcialment arrebossada i construïda sobre un primer pis de corts que correspon als murs antics de la fortalesa. A ponent, la masia presenta el mateix caràcter irregular amb un seguit d'obertures del segle xx. Es conserva part d'una sala a la planta baixa de l'edifici, planta a partir de la qual es distribueixen les altres dependències i que té uns murs d'1.25 metres. Les naus són cobertes amb voltes de canó lleugerament apuntades. L'aparell més antic presenta unes mides mitjanes i és força ben tallat en filades horitzontals unides amb morter de sorra i calç. L'aparell posterior, ja gòtic, segueix el mateix model.
Les antigues muralles fortificaven el castell, l'església i la vila d'Artés que va néixer dalt d'un puig que dominava tota la vall del mateix nom. L'actual obra és una remodelació força reeixida de l'antiga muralla condicionant l'espai per a plaça pública i aprofitant el desnivell del terreny.

## Església de Santa Maria d'Artés

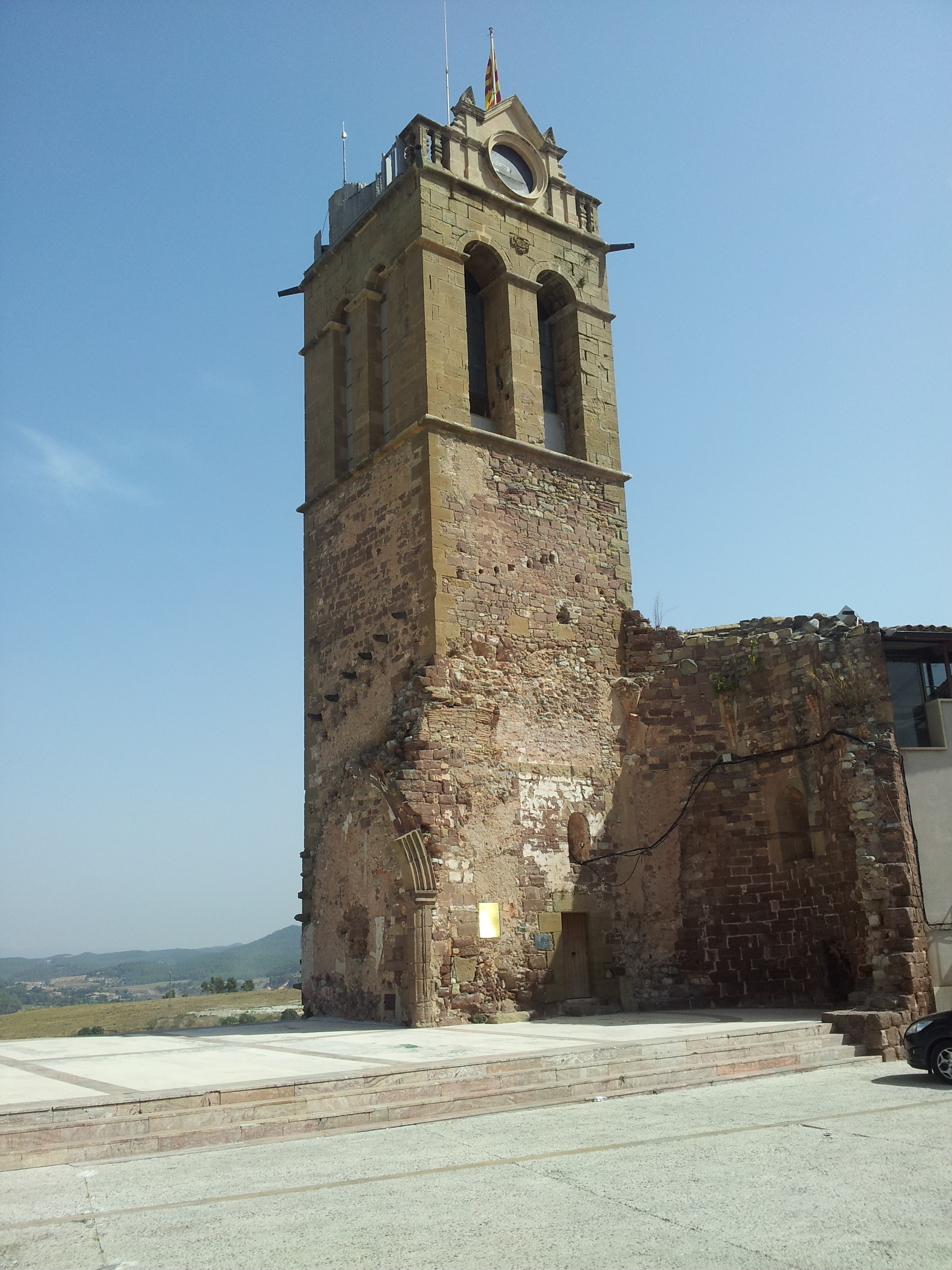
Campanar de Santa Maria d'Artés del s XVII (setembre 2011)

L'església era situada dins el recinte del castell i es documenta per primer cop l'any 972 com a parròquia. En el segle xiii era coneguda amb el nom de Santa Maria del Puig d'Artés. La construcció primitiva segurament era del segle xi, fou modificada el segle xii i novament els ss XV-XVII quan s'hi afegí el campanar (1684), que és de planta quadrada, té dos pisos i el superior presenta dues obertures per cara. El remata una balaustrada. La nau era de 20 metres de llargada per 6 d'amplada i 9 d'alçada. A principis del segle xviii, s'hi van afegir dues naus laterals de 15 metres de llargada per 5 d'amplada.
Del primer temple només en resta l'absis i un fragment del mur de la nau que són els elements romànics datables el segle xii o començament del xiii.
La planta de l'absis és un polígon de cinc cares. Al centre s'obre una finestra amb doble entalladura asimètrica, coronada interiorment amb un arc de mig punt fet amb dues sèries de dovelles. Sobre la finestra es veu un fragment de fris decorat amb temes vegetals. A l'intradós de l'arc exterior, un arc de mig punt monolític esculpit amb temes vegetals de palmetes i tiges. Als trams laterals, l'absis presenta sèries de tres arcuacions cegues mentre que al central només hi ha dues arcuacions. Sobre la intersecció de les dues arcuacions centrals destaca la figura esculpida d'un felí inscrit dins un cercle.
Sobre el paviment de l'església s'han trobat els fonaments d'un temple anterior i diverses tombes. Dues poden ser romanes del Baix Imperi o d'època paleocristiana; les altres són medievals.